# Каїнди (озеро)
Каїнди (каз. Қайыңды) — мальовниче озеро в Казахстані, у Алматинській області, в одній з ущелин Кунгей Алатау. Дуже популярне серед туристів, попри низьку температуру води, озеро Каїнди відвідують улюбленці дайвінгу.
Головна визначна пам'ятка озера це ялинки, що піднімаються прямо з води. Створюється враження, що тут колись були затоплені десятки кораблів, а ялинки — це їхні щогли. Озеро часто називається «мертвим» — в ньому не водиться риба. Максимальна глибина водойми станом на 2014 рік — 21 м.

## Назва
У перекладі з казахської мови «Каїнди» означає «багате березами», що дивує багатьох туристів, адже ніяких беріз поруч з водоймою немає. Великий березовий гай знаходитися приблизно за 5 км від Каїнди, на його честь озеро і отримало назву.

## Історія
Озеро утворилося в результаті землетрусу у січні 1911 року. Наприкінці 1980-х років площа озера зменшилася після проходження селевого паводка. У лютому 2007 року був прийнятий указ про створення національного парку, до території якого відноситься і озеро Каїнди.

## Опис
Форель водиться в річці Каїнди, нижче озера. Влітку середня температура повітря доходить до позначки +23 °C, а води +6 °C.
Озеро знаходиться серед хвойного лісу на висоті 1667 м над рівнем моря в одній з ущелин Кунгей Алатау. Довжина озера близько 400 м. Глибина його майже 30 м. Озеро оточене осипними кам'янистими схилами і крутими скелями. Вище озера — скелястий тупик.

## Проблеми озера
Зрідка високогірне озеро Каїнди в Казахстані зазнає впливу несприятливих наслідків різних природних факторів. Особливо сильний вплив на нього чинять селеві потоки, які надовго роблять воду каламутною і неприємною на вигляд, а також зменшують його глибину. Зокрема, за відмітками на скелях можна зрозуміти, що з моменту свого виникнення озеро обміліло більш ніж на 2 метри. На щастя, такі катастрофічні явища, як селі, трапляються в цих місцях не так часто. За період вивчення озера відмічено всього два таких випадки — у 1980-х роках XX століття і на початку XXI століття.
Примітно, що до селевого потоку 1980 року величні дерева були затоплені повністю. Після оголення верхівок, вітер і сонце з часом висушили їх, надавши неповторний вигляд старих щогл затонулих кораблів. Особливо разючим їх вигляд стає тоді, коли на поверхню озера наповзає густий туман — місцевість відразу починає нагадувати фантастичні фільми про піратів.